# Фінал кубка Англії з футболу 1888
Фінал кубка Англії з футболу 1888 — 17-й фінал найстарішого футбольного кубка у світі. Учасниками фіналу були «Вест-Бромвіч Альбіон» і «Престон Норт-Енд». Володарем кубкового трофею став «Вест-Бромвіч Альбіон».

## Шлях до фіналу
| «Вест-Бромвіч Альбіон»    | «Вест-Бромвіч Альбіон» | «Вест-Бромвіч Альбіон»   | Раунд           | «Престон Норт-Енд» | «Престон Норт-Енд» | «Престон Норт-Енд»       |
| ------------------------- | ---------------------- | ------------------------ | --------------- | ------------------ | ------------------ | ------------------------ |
| Суперник                  | Результат              | Матчі                    |                 | Суперник           | Результат          | Матчі                    |
| «Венсбері Олд Атлетік»    | 7—1                    | 7—1 вдома                | Перший раунд    | «Хайд»             | 26—0               | 26—0 вдома               |
| «Мітчелл Сент-Джорджс»    | 1—0                    | 1—0 на виїзді            | Другий раунд    | «Болтон Вондерерз» | 9—1                | 9—1 вдома                |
| «Вулвергемптон Вондерерз» | 2—0                    | 2—0 вдома                | Третій раунд    | «Голлівелл»        | 4—0                | 4—0 вдома                |
| -                         | -                      | -                        | Четвертий раунд | -                  | -                  | -                        |
| «Сток»                    | 4—1                    | 4—1 вдома                | П'ятий раунд    | «Астон Вілла»      | 3—1                | 3—1 на виїзді            |
| «Олд Картузіанс»          | 4—2                    | 4—2 вдома                | Шостий раунд    | «Венсдей»          | 3—1                | 3—1 на виїзді            |
| «Дербі Джанкшн»           | 3—0                    | 3—0 на нейтральному полі | 1/2 фіналу      | «Кру Александра»   | 4—0                | 4—0 на нейтральному полі |

## Матч
| 24 березня 1888 |

| Вест-Бромвіч Альбіон | 2:1      | Престон Норт-Енд |
| -------------------- | -------- | ---------------- |
| Вудгол Бейлісс       | Протокол | Дьюгерст         |

| Кеннінгтон Овал, Лондон Глядачів: 19 000 Арбітр: Майор Френсіс Мариндін |

|  |  |

|    |  |                  |  |
|    |  |                  |  |
| В  |  | Боб Робертс      |  |
| З  |  | Алберт Олдрідж   |  |
| З  |  | Гаррі Грін       |  |
| ПЗ |  | Езра Гортон      |  |
| ПЗ |  | Чарлі Перрі      |  |
| ПЗ |  | Джордж Тіммінс   |  |
| Н  |  | Джордж Вудгол    |  |
| Н  |  | Біллі Бассетт    |  |
| Н  |  | Джем Бейлісс (к) |  |
| Н  |  | Джо Вілсон       |  |
| Н  |  | Том Пірсон       |  |

|    |  |                      |  |
|    |  |                      |  |
| В  |  | Роберт Міллс-Робертс |  |
| З  |  | Боб Гауарт           |  |
| З  |  | Нік Росс             |  |
| ПЗ |  | Боб Голмс            |  |
| ПЗ |  | Девід Рассел         |  |
| ПЗ |  | Джонні Грем          |  |
| Н  |  | Джек Гордон          |  |
| Н  |  | Джиммі Росс          |  |
| Н  |  | Джон Гудолл          |  |
| Н  |  | Фред Дьюгерст (к)    |  |
| Н  |  | Джордж Драммонд      |  |